# Sarah & Pietro … bekommen ein Baby
Sarah & Pietro … bekommen ein Baby war der Titel einer sechsteiligen Doku-Soap, die vom 15. Juni bis 20. Juli 2015 wöchentlich im Abendprogramm des deutschen Fernsehsenders RTL II ausgestrahlt wurde. Die Serie war die zweite um das junge Paar Sarah und Pietro Lombardi, die sich 2011 als Teilnehmer der Castingshow Deutschland sucht den Superstar kennengelernt hatten.
In den sechs Folgen werden Sarah und ihr Mann Pietro bei der Vorbereitung der Geburt ihres Sohnes begleitet. Gezeigt werden Besuche beim Arzt, die Auswahl des Krankenhauses, wie die beiden das Kinderzimmer einrichten und den Vornamen für ihr Kind auswählen.